# Źródło Zofia
Źródło Zofia (Źródło przy szpitalu) – źródło wody siarczanej w Krzeszowicach. Znajduje się w okolicach ul. Szpitalnej koło tzw. Starego Szpitala. Na początku XIX w. właściciel pola ze źródłem, rozwoził po okolicy wodę z niego dla mieszkających kuracjuszy. W 1822 źródło przebadał Józef Dietl. W 1829 Zofia Potocka z Branickich zakupiła owo pole z wraz z bijącym na nim źródłem siarczanym i zbudowała tam szpital (dziś "Stary Szpital" ), przeznaczony dla leczenia pracowników hrabstwa tęczyńskiego. W 1922 źródło zostało znacznie zniszczone. 